# اورمیا (کاشاتاق)
اورمیا (ارمنی: Ուրմիա؛ ترکی آذربایجانی: Qızılca) یک منطقهٔ مسکونی در جمهوری آرتساخ است که در استان کاشاتاق واقع شده‌است.